# 삼보로
삼보로는 충청북도 증평군 증평읍 연탄교차로에서 증평군 증평읍 잇는 충청북도의 도로이다.

## 주요 경유지
충청북도
- 증평군 (증평읍)

## 노선
| 이름          | 접속 노선                 | 소재지        | 소재지        | 비고          |
| 초평로와 직결 | 초평로와 직결             | 초평로와 직결 | 초평로와 직결 | 초평로와 직결 |
| ------------- | ------------------------- | ------------- | ------------- | ------------- |
| 연탄 교차로   | 서부로                    | 증평군        | 증평읍        |               |
| 반탄교        |                           | 증평군        | 증평읍        |               |
| 초중사거리    | 국도 제36호선 (충청대로)  | 증평군        | 증평읍        |               |
| 삼보사거리    | 중앙로                    | 증평군        | 증평읍        |               |
| 흑표사거리    | 안골길                    | 증평군        | 증평읍        |               |
| (이름없음)    | 지방도 제540호선 (광장로) | 증평군        | 증평읍        |               |

## 주요 건물 및 시설
- 증평문화회관 (삼보로 28/연탄리 239)
- 삼성디자인플라자 증평점 (삼보로 74/초중리 542-1)
- 새마을금고 증평새마을금고 초중지점 (삼보로 82/초중리 542-5)
- 증평여자중학교 (삼보로 136/초중리 11-8)
- 삼보초등학교 (삼보로 140/초중리 11-19)